# 马端临
马端临（1254年—1323年），字贵舆，号竹洲。饶州乐平（今江西乐平人），宋元之际历史学家，著有《文献通考》、《大学集注》、《多识录》。

## 生平
宋宝祐二年(1254年)，出生于饒州樂平官宦家庭，父马廷鸾早年丧父，“甘贫力学”，自登进士第后在館閣任職，曾任秘书少监，后在咸淳年间任右丞相，在历史文献的收集和整理方面有很深的造诣。馬端臨早年受到父亲的熏陶，“业绍箕裘”，後师从朱熹学派的曹泾，深受其影响，20岁漕试第一，以荫补承事郎。不久，父廷鸾因反对奸臣当道，受到排挤而离职回乡，端临亦随父会见，侍奉父亲。
宋咸淳八年（1272），當時賈似道當權，父馬廷鸞連續九次上疏辭職。
宋祥興二年(1279年)，二月初六日癸未張世傑兵敗厓山，陸秀夫負少帝趙昺殉海，宋亡，馬端臨以隐居不仕进行消极抵抗。
元至元二十六（1289年）父去世，在元朝压力下，马端临被迫出任慈湖书院和柯山书院院长。
元大德六年(1302年), 決心以《通典》為藍本，采摭諸書，重編一部記述我國歷代典章制度的專著. 
元至治二年(1322年)，出任台州儒学教授，三個月告老還鄉。這年經過二十餘年努力，終於完成《文獻通考》。
元至治三年(1323年)，先生卒年七十。

## 治學
端临家中藏书丰富，外加其父治学严谨，对其教育也极其严格的。加之端临天资聪明，学习勤奋，为以后的治学打下坚实的基础。青年时代，端临就“有志于缀缉”，准备撰写历史巨著。但因“顾百忧熏心，三余少暇，吹竽已滥，汲绠不修”而未曾动笔。因此，他平素很注重学问的积累和资料的搜集整理，认为这是治学的重要门径。

## 著述
对于以往的史学家及其著作，他特别推崇唐朝杜佑的《通典》和南宋郑樵《通志》，而对于班固等写断代史的作家，则持批评态度，认为他们丢掉了“会通因仍之道”。所以，从早年起，他就决心以《通典》为蓝本，“采摭诸书”，重编一部记述中国历代典章制度的专著。他从宋朝咸淳九年（1273年）开始准备，元朝至元二十七年（1290年）开始纂写，直至元英宗至治二年（1322年）历二十余年的努力始告竣，取名《文献通考》，同年刊行于世。《文献通考》中保存了马廷鸾对历史的评论，即“先公曰”的内容。
《文献通考》共三百四十八卷，上起三代，下终南宋宋宁宗嘉定末年（1224年）。分为田赋、户口、征榷、选举、职官、乐、兵、弄、学校、钱币等二十四门。